# 伏見春香
伏見春香（日语：／ Fushimi Haruka，2月24日—），日本女性配音員。出身於愛知縣。81 Produce所屬（2016年4月1日加入）。

## 來歷
AMUSEMENT MEDIA綜合學院畢業。
2018年8月29日，於全球首屆開放聲優參加的籃球聯賽「聲優Jr籃球3×3 SJ3.LEAGUE」決定發展，並組隊「PuaPureParty！」參加。
2019年作為《動物朋友3》海豚役出演。同年6月27日，加入與同作共演的和泉風花（豺役）、柳原可奈子（狐獴役）共3人組成聲優組合「花丸動物」活動。

## 人物
興趣、特長：騎車、掌握一張奇蹟照、書道。

## 演出作品

### 電視動畫
2016年
- 怪盗Joker（老虎少女4）

2017年
- 小魔女學園（學生）
- 狐妖小紅娘（司書）

2018年
- 一人之下 羅天大醮篇（鄧有才的女友）
- Spiritpact -黃泉誓約-（泉）

2019年
- 星光頻道（少女、粉絲、女孩子）

2022年
- 星光魔法（學生、副會長、魚住佳奈）
- 飆速宅男 LIMIT BREAK（學生）

2023年
- 魔術士歐菲 流浪之旅 阿邦拉馬篇（女服務生）
- 藍色管弦樂（女性、野口彌生）
- 魔術士歐菲 流浪之旅 聖域篇（伊莎貝拉[7]）
- 戰鬥陀螺 X（七瀨）

2024年
- 戰鬥陀螺 X（小孩、觀眾）
- HIGH CARD 至高之牌（女性）
- 戰國妖狐（岩玉）
- 敗北女角太多了！（咖啡店店員、小學生、小孩）
- 亦葉亦花（美紀）

### 電影動畫
2017年
- KING OF PRISM -PRIDE the HERO-（親衛隊）

2019年
- 只想受到你的歡迎（女學生）

### 網路動畫
2017年
- 巨人露娜 ～萬年的秘密～（日语：ルナたん 〜巨人ルナと地底探検〜）（女孩子）

2018年
- 獨自生活的小學生（日语：ひとり暮らしの小学生）（鈴音食堂的常客[8]）

### 遊戲
2016年
- 黎冥學園學生會 ～天魔的末裔與禁斷的果實～

2019年
- 動物朋友3（海豚[9]）

### 數位漫畫
- 以上未（幼稚園老師、真彌的母親）

### 外語配音

#### 電影
| 作品年份 | 作品名稱   | 配演角色      | 演員 | 媒介            |
| -------- | ---------- | ------------- | ---- | --------------- |
| 2013     | 凱特的審判 | 奧吉的女兒 等 | －   | WOWOW版／BD收錄 |

### 有聲書
- 勇者與勇者與勇者與勇者（阿尼亞）
- 人生（九條富美[10]）

### 其它活動
- 日本籃球協會 3×3日 官方宣傳影片（PV，露面出演）

## 音樂作品

### 角色歌曲
| 發行日期 | 標題            | 名義     | 曲名           | 商業搭配                  |
| 2020年   | 2020年          | 2020年   | 2020年         | 2020年                    |
| -------- | --------------- | -------- | -------------- | ------------------------- |
| 11月25   | MIRACLE DIALIES | 花丸動物 | 「」 「」 「」 | 遊戲《動物朋友3》相關歌曲 |

## 腳註

## 外部連結
- 81 Produce公式官網的聲優簡介 （页面存档备份，存于） （日語）
- 伏見春香的X（前Twitter） （日語）